# لوئیس پرز رومرو
لوئیس پرز رومرو (اسپانیایی: Luis Pérez Romero‎؛ زادهٔ ۲۵ دسامبر ۱۹۸۰ ‏(۴۴ سال)) دوچرخه‌سوار اهل اسپانیا است.